# Timia kaszabi
Timia kaszabi är en tvåvingeart som beskrevs av Zaitzev 1982. Timia kaszabi ingår i släktet Timia och familjen fläckflugor.
Artens utbredningsområde är Mongoliet. Inga underarter finns listade i Catalogue of Life.